# Maksymilian Kugelmann
Maksymilian Kugelmann, właściwie Maximilian (Max) Kugelmann (ur. 18 kwietnia 1857 w Bobingen, Bawaria, zm. 12 lutego 1935 w Limburgu) – niemiecki ksiądz katolicki, generał pallotynów w latach 1903-1909. Za jego kadencji pallotyni przybyli na ziemie polskie w 1907.
Ks. Kugelmann pierwsze lata swojego kapłaństwa poświęcił duchowej opiece nad emigrantami włoskimi w Londynie i Nowym Jorku. Potem był przełożonym w pallotyńskim domu formacyjnym w Massio we Włoszech. W 1892 założył w Limburgu pierwszy dom pallotynów na ziemi niemieckiej. Dwa lata później został wikariuszem prowincjalnym niemieckiej wspólnoty. 
Funkcję generała pełnił od roku 1903. Za jego kadencji pierwsi pallotyni zamieszkali na ziemiach: polskiej i irlandzkiej. Również w 1904 wydano drukiem odnowione pallotyńskie Konstytucje oraz Podręcznik Modlitw i Ceremoniał. 
W 1909, po zakończeniu kadencji, ponownie został przełożonym w Massio. W 1915 powrócił do Niemiec, gdzie z wielkim oddaniem pracował nad rozwojem nowych placówek pallotyńskich. 
Zmarł w Limburgu w wieku 78 lat.